# Hale Purlieu
Hale Purlieu – wieś w Anglii, w hrabstwie Hampshire, w dystrykcie New Forest. Leży 26 km na południowy zachód od miasta Winchester i 126 km na południowy zachód od Londynu.